# Lubna av Córdoba
Lubna av Córdoba, född 900-talet, död okänt år, var en matematiker och poet, verksam vid Al-Hakam II:s hov i kalifatet Cordoba under 900-talet. 
Hon var särskilt känd för sin förmåga inom grammatik. 
Hon var en saqaliba-slav av spanskt ursprung vid kalifens harem, och verksam som hans sekreterare. Hon ska ha varit en av initiativtagarna till grundandet av hans berömda bibliotek, där hon var verksam med att översätta manuskript. 